# Lame criblée de la sclère
La lame criblée de la sclère (ou lame criblée de l’œil) est un ensemble de cloisons conjonctives internes de la sclère auquel se mêlent des fibres de la choroïde.
Elle s'insère dans la paroi du canal scléral.
Elle permet le passage des fibres du nerf optique, ainsi que l'artère centrale de la rétine.

## Intérêt clinique
On pense que la lame criblée de la sclère aide à soutenir les axones des cellules ganglionnaires rétiniennes lorsqu'ils traversent le canal scléral. Étant structurellement plus faible que la sclérotique, elle est plus sensible aux changements de la pression intraoculaire et a tendance à réagir à une pression accrue par un déplacement postérieur. On pense que c'est l'une des causes des lésions nerveuses dans le glaucome, car son déplacement provoque la déformation des pores et le pincement des fibres nerveuses et des vaisseaux sanguins traversants.